# Ирюм (река)
Ирюм — река в России, протекает в Курганской и Тюменской областях. Исток реки находится на границе Курганской и Свердловской областей. Устье реки находится в 114 км от устья Исети по левому берегу, напротив села Рафайлово Исетского района. Длина реки составляет 85 км, площадь водосборного бассейна — 932 км².
Высота устья — 60 м над уровнем моря. Высота истока — 130 м над уровнем моря.
На реке стоят деревни Мостовка 2-я, Ирюм, Теплоухова, село Самохвалово, деревни Овчинникова и Спасское, село Ильино, деревни Дружинина и Саломатова Шатровского района Курганской области. Ниже в Тюменской области на реке стоят населённые пункты Исетского района: Созонова (Березовка), Лобанова, Бобылево, Осинова, Сизикова, Бархатово и Гаева.

## Притоки
- В 15 км от устья у деревни Осинова в Ирюм справа впадает река без постоянного русла Осиновка.
- В 55 км от устья у села Самохвалово в Ирюм справа впадает река Яутла.

## Данные водного реестра
По данным государственного водного реестра России относится к Иртышскому бассейновому округу, водохозяйственный участок реки — Исеть от впадения реки Теча и до устья, без реки Миасс, речной подбассейн реки — Тобол. Речной бассейн реки — Иртыш.
Код объекта в государственном водном реестре — 14010501112111200003972.